# Napełnianie osłonek

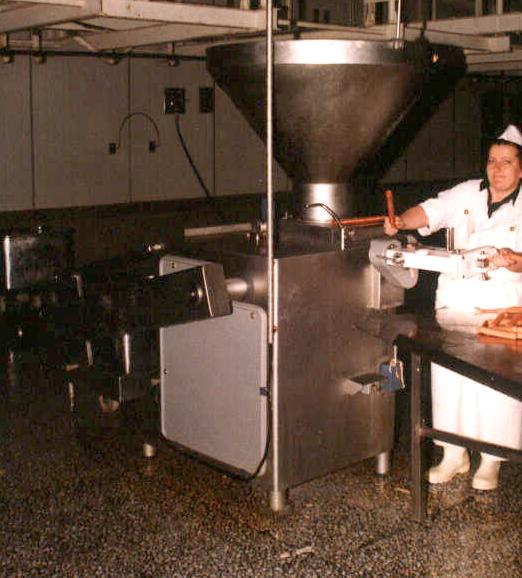
Napełnianie osłonek na nadziewarce

Napełnianie osłonek jest jednym z procesów technologicznych występujących podczas produkcji wędlin. 
Wcześniej przygotowany farsz jest umieszczany w nadziewarkach, które wtłaczają go w osłonki. Stopień wypełnienia osłonek oraz ich ukształtowania zależy od gatunku wyrobu wędliniarskiego. Ze względu na sposób wypełnienia osłonek farszem rozróżnia się wypełnienie:
- bardzo ścisłe
- ścisłe
- dość ścisłe
- luźne

Napełnione osłonki zawiązuje się przędzą lub spina drewnianymi szpilkami. Tak przygotowane wyroby wędliniarskie poddaje się osadzaniu.